# Fritz Bertlwieser

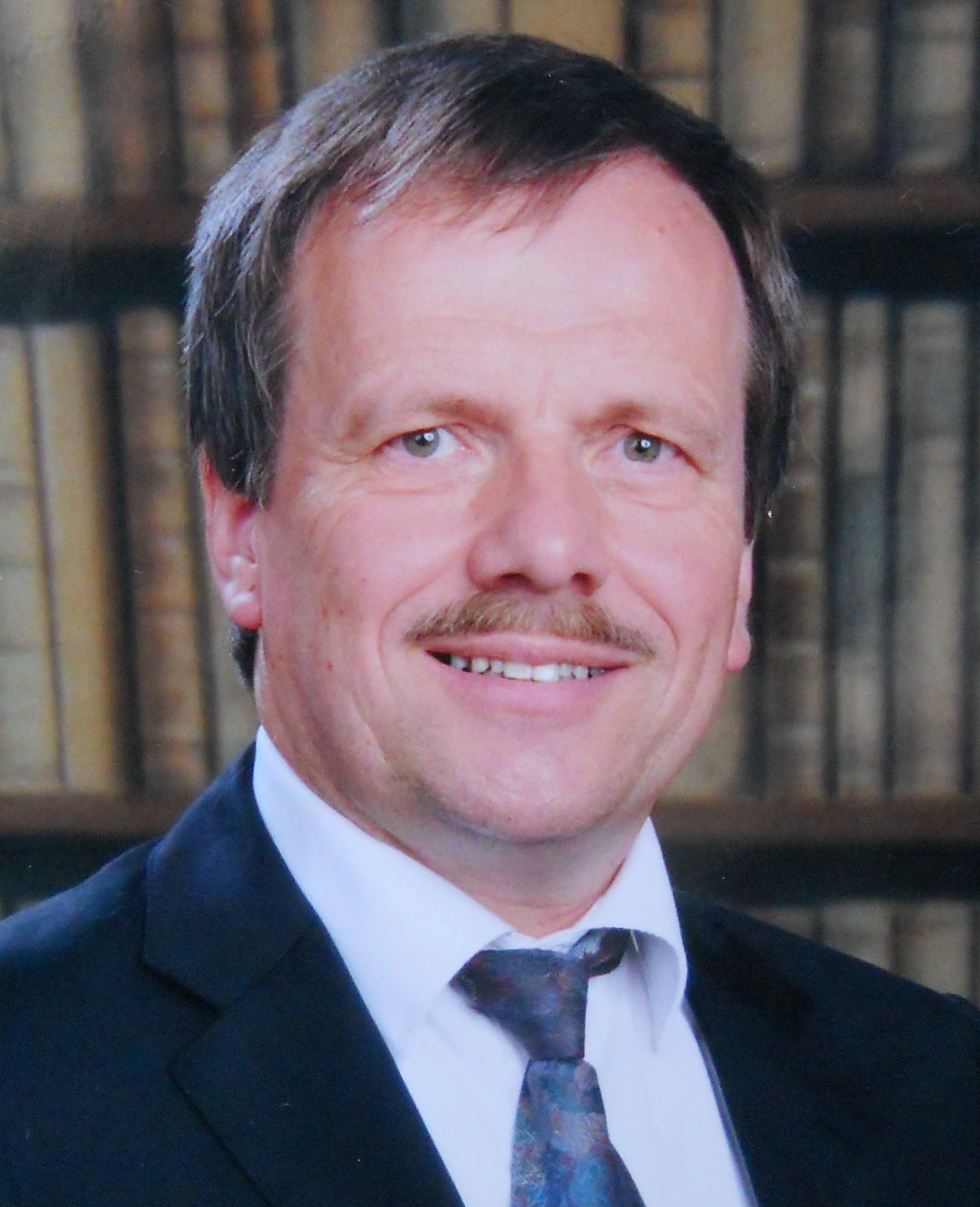
Fritz Bertlwieser

Friedrich „Fritz“ Bertlwieser (* 16. Dezember 1952 in Kollerschlag, OÖ) ist ein österreichischer Geograph, Agrarwissenschaftler, Theologe, Pädagoge, Heimatforscher und Buchautor.

## Leben
Fritz Bertlwieser wurde als zweiter von drei Söhnen der Böhmerwäldler-Heimatvertriebenen Johann und Theresia Bertlwieser geboren, welche aus der rein deutschsprachigen Gemeinde Reiterschlag, Pfarre Deutsch Reichenau bei Friedberg stammten, die direkt neben der österreichischen Grenze lag. Nach der Vertreibung wurden dort in den 50er Jahren alle Dörfer, Häuser und die Pfarrkirche dem Erdboden gleichgemacht. Familie Bertlwieser schuf sich in der Gemeinde Rohrbach-Berg (OÖ) mühsam eine neue Existenz mit einer Kleinlandwirtschaft, wo Fritz Bertlwieser mit seinen Brüdern in ärmlichen Verhältnissen aufwuchs.
Nach der Reifeprüfung am BRG Rohrbach 1971 erfolgte der Eintritt als Novize im Stift Schlägl. Ab 1972 studierte er an der Uni Innsbruck Philosophie, Theologie und Religionspädagogik und schloss dieses Studium 1978 als Magister ab. Es folgten ein kurzer Studienaufenthalt an der Uni München sowie der Präsenzdienst. Nebenberuflich betrieb er weitere Studien, nämlich von 1979 bis 1982 das Studium der Geographie und Wirtschaftskunde samt Lehramtsprüfung an der Uni Innsbruck, sowie ab 1984 ein Doktoratsstudium in Agrargeografie mit der Dissertation „Agrarstrukturwandel im Oberen Mühlviertel“, womit er 1988/89 an der Uni Innsbruck mit Auszeichnung zum Doktor der Naturwissenschaften promovierte. Die Dissertation wurde mit dem Preis der Österreichischen Geographischen Gesellschaft ausgezeichnet. Dann folgten Anglistik-Studien an der Uni Salzburg (1991–1993) und ab 2005 ein zweites Doktoratsstudium in Katholischer Theologie mit der kirchengeschichtlichen Dissertation „Böhmerwald-Grenzlandpfarre Deutsch Reichenau bei Friedberg. Von den Anfängen während der Rodungskolonisation bis zur Auslöschung im 20. Jahrhundert“, womit er 2010 an der Uni Salzburg mit Auszeichnung zum Doktor der Theologie promovierte.
Von 1978 bis 2013 übte er eine Lehrtätigkeit an der Handelsakademie Rohrbach aus, wo er 1989 auf die Planstelle eines Professors ernannt wurde. Ab 2016 fungiert er als Lehrbeauftragter an der Pädagogischen Hochschule Linz. 2018 ergänzte er dies mit Vortragstätigkeit an der Philosophisch-Theologischen Hochschule Heiligenkreuz.
2021 wurde er als ordentliches Mitglied der Naturwissenschaftlichen Klasse in die Sudetendeutsche Akademie der Wissenschaften und Künste berufen.
Fritz Bertlwieser wohnt in Haslach, er ist seit 1990 verheiratet und Vater zweier Kinder.

## Wirken
Bertlwieser ist Autor von sechs Büchern und zahlreichen Beiträgen in Büchern und Periodika zu heimatkundlichen, agrar- und wirtschaftsgeografischen, zeit-, wirtschafts- und kirchengeschichtlichen sowie theologischen Themen.
Schwerpunkte seiner Forschung sind das österreichische Mühlviertel, vor allem aus agrargeografischer, agrargeschichtlicher und naturräumlicher Sicht, sowie der Böhmerwald samt der Sudetendeutschen Thematik. Er hielt zahlreiche Vorträge zum Thema „Vertreibung der Böhmerwäldler“ und leitete viele Exkursionen ins böhmische Grenzgebiet.
Darüber hinaus übt er etliche ehrenamtliche Funktionen aus, u. a. als Obmann der Sudetendeutschen Landsmannschaft des Bezirkes Rohrbach, als Redakteur oder Mitarbeiter des Pfarrblattes und Schriftführer des Pfarrgemeinderates Haslach an der Mühl, sowie als Kustos der Deutsch Reichenauer Heimatstube in St. Oswald bei Haslach. Bei Sport-Wettkämpfen errang er auf regionaler Ebene etliche Medaillen in der Leichtathletik und bei Schirennen. 

## Ehrungen und Auszeichnungen
- 1989: Preis der „Johann Hampel – Stiftung 1989“ der Österreichischen Geografischen Gesellschaft
- 1989: Ernennung auf die Planstelle eines Professors
- 1990: Johann-Hampel-Preis
- 2007: Ehrenmitglied der Gemeinschaft Gemeinde Reiterschlag/Pf. Deutsch Reichenau im Böhmerwald
- 2010: Adalbert-Stifter-Medaille der Sudetendeutschen Landsmannschaft (München)
- 2011: Ernennung zum Oberstudienrat
- 2013: Konsulent der oö Landesregierung[15][16]

## Publikationen (Auswahl)
- 1977: Zur Überwindung von Leid und Unterdrückung in der Theologie der Befreiung. Diplomarbeit Universität Innsbruck, 76 Seiten.
- 1988: Agrarstrukturwandel im Oberen Mühlviertel. Dissertation am Geographischen Institut der Universität Innsbruck, 310 Seiten.
- 1995: Verlorene Böhmerwald-Heimat. Heimatbuch der Pfarre Deutsch-Reichenau bei Friedberg, Gemeinde Reiterschlag von der Blüte bis zur Zerstörung. Linz 1995, 320 Seiten (gemeinsam mit Franz Bertlwieser).
- 1997: St. Thoma im Böhmerwald. Kirchweihe 1997. Festschrift, 60 Seiten.
- 1999: Mühlen – Hämmer – Sägen. Oberes Mühlviertel. Böhmerwald. Bayrischer Wald. Linz 1999, 320 Seiten.
- 2002: Landwirtschaft im Wandel. Oberes Mühlviertel – Böhmerwald. Linz 2002. 320 Seiten.
- 2005: Böhmerwald-Grenzlandpfarre Deutsch-Reichenau bei Friedberg im 20. Jh. Politisch-wirtschaftliche und kirchlich-religiöse Situation. 176 Seiten.
- 2007: St. Thoma im Böhmerwald. Farni kostel na sv. Tomasi. Kirchenführer St. Thoma.
- 2010: Böhmerwald-Grenzlandpfarre Deutsch Reichenau bei Friedberg. Von den Anfängen während der Rodungskolonisation bis zur Auslöschung im 20. Jahrhundert. Dissertation Universität Salzburg, 499 Seiten.
- 2011: Deutsch Reichenau – St. Thoma. Böhmerwald-Grenzlandpfarre. Von den Anfängen während der Rodungskolonisation bis zur Auslöschung im 20. Jahrhundert. 288 Seiten.
- 2013: Das Mühlviertel auf dem Weg zur Bioregion Nummer Eins in Europa. In: Werner Gamerith, Dieter Anhuf, Ernst Struck  (Hrsg.): Passau und seine Nachbarregionen. Festschrift zum 58. Deutschen Geographentag 2013 in Passau. Verlag Pustet, S. 516–529.
- 2019: Schicksalsjahre 1918 – 1938 – 1945/46 – 1948 für die Böhmerwaldpfarren und Situation und Rolle von Klerus und Kirche. In: Geschichte und Kultur im Bezirk Rohrbach. Heft 26, S. 5–23 (Veröffentlichung des Vortrages vom 26. November 2018 an der Philosophisch-Theologischen Hochschule Heiligenkreuz).